# DUDE TONE
DUDE TONE（デュード・トーン）は、THE MODSのリード・ギターで音楽プロデューサーである苣木寛之のソロプロジェクト。

## 略歴
THE MODSが新たな所属事務所・ロッカホリックを立ち上げ、その活動が中期に差し掛かる頃、ツアーが中心だったバンド活動にブランク（バンドメンバーの体調不良）が生じるようになった。事務所の経営面からも自主的に個人で動く必要性を感じ2009年頃からソロ活動をやってみようと思い始める。
ソロ活動を始める動機は、ソロの音楽をやりたいというよりは事務所の経営面という合理的な理由が大きく“THE MODSをやりたい（続けたい）”という気持ちがあった。
ルースターズの花田裕之に相談したところドラムやベースを紹介してもらいソロ活動をバンド形式でスタート。1stアルバム「AFTER GLOW」、2ndアルバム「十字路のGuitar」の2枚のアルバムをリリース。
それ以降はメンバーも多忙で互いのスケジュールを調整するのが難しいことから、2017年からは一人でアコースティック・ギターを持って「DUDE TONE LIVE 2017 “Walkin’ Blues”」ツアーを計7公演実施。
2018年、「DUDE TONE LIVE 2018 “Walkin’ Blues” #5」開催。福岡公演にはTHE MODSの森山達也も参加した。
2019年、「DUDE TONE LIVE 2019 “Walkin’ Blues” #6」開催。東京と名古屋の公演にはTHE MODSの北里晃一も参加した。
2020年、新型コロナウイルス感染症の拡大に伴い、THE MODSも公演の順延やキャンセルを余儀なくされる。その後バンド・ソロ共に活動自粛に入り、その間書き溜めた曲をレコーディングし2021年12月15日にマキシシングル「VOICE」として発売。
2022年7月より『DUDE TONE LIVE 2022 “Walkin’ Blues” #7』開催。
2023年「DUDE TONE LIVE 2023 “Walkin’ Blues” #8」開催。
2024年6月より「DUDE TONE LIVE 2024 “Walkin’ Blues” #9」全国8ヶ所で開催。

## 人物
マキシシングルの「VOICE」は2020年初春から拡大した新型コロナウイルス感染症の世界的流行の影響によりバンドの活動自粛を余儀なくされ、メンバーにも会えなくなりソロ活動も出来なくなった期間に生まれた。いつ終わるかわからないトンネルのような毎日に感じた焦りや不安、夢に出てきたことなどが反映され、個人の思いを綴る日記のような作品になっている。
「VOICE」の中の一曲“親不孝通りを抜け”はデビュー前の福岡での自身の思い出を綴ったもので、親不孝通りは自分達の原点であると語る。
バンドの練習に行くため毎日親不孝通りを歩き、80's FACTORYのある長浜公園を曲がるとベースの北里が待っていた。80's FACTORYでは店長だった伊藤エミがTHE MODSがデビューするまで一年間、店が開いてない時間帯は鍵を貸してくれ自由に練習に使わせてくれた。
THE MODSには最初からプロになろうと思って入った訳ではなかったが、バンドの練習は週5日、大学も留年が決定するほど練習に明け暮れた。デビューが決まるまでは練習後毎晩お金も無いのに屋台の小金ちゃんに行った。親不孝通り、80's FACTORY、小金ちゃんの3つがバンドを辞めれない今の自分達の原点であると語る。

## ディスコグラフィ

### シングル
|     | タイトル  | 収録曲                                                                                       | 発売日         | 備考                                                                     |
| --- | --------- | -------------------------------------------------------------------------------------------- | -------------- | ------------------------------------------------------------------------ |
| 1st | BACK ROOM | 1. BACK ROOM 2. WISH YOU WERE HERE                                                           | 2010年2月5日   | 品番：RHR-101, ROCKAHOLIC Inc.                                           |
| 2nd | VOICE     | 1. 可愛いジニー 2. SLUMBER 3. 親不孝通りを抜け 4. CRYIN’ BLUES 5. コロナのせいで             | 2021年12月15日 | Maxi Single, 品番：RHR-102, ROCKAHOLIC Inc.                              |
| 3rd | VOICE Ⅱ   | 1. TRAIN RIDE HOME 2. JACK 3. CALL 4. DAREKA〜If you see my baby〜 5. SINCERELY（Demo Ver.） | 2024年6月19日  | Maxi Single, 品番：RHR-103, ROCKAHOLIC Inc. Sony Music Publishing(Japan) |

### アルバム
- 1st AFTERGLOW（2010年11月17日）
- 2nd 十字路のGuitar（2014年5月21日）

### MUSIC VIDEO
- Long Shadow Way from 1st Album「AFTERGLOW」
- SMOKE FADE AWAY from 2nd Album「十字路のGuitar」
- 可愛いジニー from Maxi Single「VOICE」